# Kalanchoe maromokotrensis
Kalanchoe maromokotrensis är en fetbladsväxtart som beskrevs av Desc. och Rebmann. Kalanchoe maromokotrensis ingår i släktet Kalanchoe och familjen fetbladsväxter. Inga underarter finns listade i Catalogue of Life.